# 부산관광고등학교
부산관광고등학교(釜山觀光高等學校)는 대한민국 부산광역시 서구 남부민동에 있는 사립 고등학교이다.

## 학교 연혁
- 1955년 3월 8일 : 재단법인 백민학원 설립인가, 초대 이사장 김두을 취임
- 1964년 3월 25일 : 재단법인 백민학원을 사립학교법에 의하여 학교법인 백민학원으로 조직변경
- 1966년 11월 26일 : 부산시 서구 남부민동 611-1번지에서 송도상업고등학교 설립인가, 각 학년 1학년(총 3학급), 초대 교장에 김허남 선생 취임
- 1970년 2월 28일 : 제1회 졸업(졸업생 33명)
- 1979년 11월 24일 : 학급 증설인가 각 학년 주간 10학급, 야간 5학급(총 45학급)
- 1993년 3월 1일 : 부산실업고등학교로 교명 변경 및 학과 개편 (주간 정보처리과 3학급, 판매관리과 2학급, 관광과 2학급, 디자인과 2학급, 비서과 1학급) (야간 정보처리과 3학급, 판매관리과 2학급) 총 45학급
- 1999년 3월 1일 : 부산정보디자인 고등학교로 교명 변경 및 학과개편
- 2007년 3월 1일 : 관광특성화고 부산관광고등학교로 개편 (관광컨벤션과 3학급, 관광외식조리과 3학급, 문화관광콘텐츠과 3학급)
- 2021년 10월 16일 : 제17대 이사장 민용기 선생 취임
- 2022년 3월 1일 : 학과 개편(관광컨벤션과 3학급, 카페베리커리과 2학급, 한식조리과 3학급)
- 2024년 2월 8일 : 제55회 144명 졸업(총 졸업생 19,637명)
- 2024년 3월 1일 : 제10대 교장 정정부 선생 취임
- 2024년 3월 4일 : 제58회 신입생 170명 입학

## 설치 학과
- 한식조리과
- 관광컨벤션과
- 카페베이커리과

## 참고 자료
- 부산관광고등학교 - 한국교육학술정보원 학교알리미